# Christian Tamminga
Christian Tamminga (né le 30 avril 1974 à Leyde) est un athlète néerlandais spécialiste du saut à la perche.

## Biographie

### Palmarès
| Date | Compétition                   | Lieu            | Résultat | Performance |
| ---- | ----------------------------- | --------------- | -------- | ----------- |
| 1992 | Championnats du monde juniors | Séoul           | 10e      | 5,00 m      |
| 1993 | Championnats d'Europe juniors | Saint-Sébastien | 5e       |             |
| 1998 | Championnats d'Europe         | Budapest        | 11e      | 5,40 m      |
| 2001 | Championnats du monde         | Edmonton        | 6e       | 5,75 m      |
| 2001 | Goodwill Games                | Brisbane        | 5e       | 5,60 m      |
| 2006 | Championnats d'Europe         | Göteborg        | 15e      | 5,40 m      |

### Records
| Épreuve          | Performance | Lieu    | Date          |
| ---------------- | ----------- | ------- | ------------- |
| Saut à la perche | 5,76 m      | Hechtel | 1er août 1998 |